# Y.M.O.ヒストリー
『Y.M.O.ヒストリー』（ワイエムオーヒストリー）は、YMOのベスト・アルバム。1987年11月28日にアルファレコードから発売。規格品番：50AX-191/2。1991年9月21日に、規格品番：ALCA-198/9で再発売された。

## 解説
CD帯には『時代の先駆者Y・M・O・、その全てがここにある。Y・M・O・だからCDがいい。』と記されている。
「テクノポリス」のシングル・バージョンが、本作で初めてCD化された。

## 収録曲
楽曲表記はCD盤の表記に準ずる。

### DISC 1
1. 東風　6:19
2. 中国女　5:58
3. テクノポリス　3:51
4. ライディーン　4:26
5. ナイス・エイジ　3:44
6. マルティプライズ　2:57
7. タイトゥン・アップ　3:51
8. キュー　4:32
9. マス　4:31
10. バレエ　4:30

### DISC 2
1. 体操　4:24
2. ジャム　4:31
3. 新舞踊　5:00
4. 君に、胸キュン。　4:07
5. カオス・パニック　4:13
6. 過激な淑女　4:11
7. チャイニーズ・ウィスパーズ　4:29
8. 以心電信　4:36
9. ファイヤー・クラッカー（リミックス・バージョン）　5:44
10. ビハインド・ザ・マスク（リミックス・バージョン）　5:28